# Lhota pod Libčany
Lhota pod Libčany är en ort i Tjeckien. Den ligger i den centrala delen av landet, 90 km öster om huvudstaden Prag. Lhota pod Libčany ligger 241 meter över havet och antalet invånare är 773.
Terrängen runt Lhota pod Libčany är platt.Runt Lhota pod Libčany är det ganska tätbefolkat, med 116 invånare per kvadratkilometer. Närmaste större samhälle är Hradec Králové, 10,5 km öster om Lhota pod Libčany. Trakten runt Lhota pod Libčany består till största delen av jordbruksmark.